# فریکشنال گیمز
فریکشنال گیمز ای‌بی یک شرکت توسعه‌دهنده بازی ویدئویی مستقل سوئدی مستقر در مالمو است که در ژانویه ۲۰۰۷ توسط توماس گریپ و جنس نیلسون تأسیس شد. این شرکت در توسعه بازی‌های ترس و بقا با مکانیک‌های گیم پلی جنگی بسیار کم یا بدون مهارت تخصص دارد. شهرت بیشتر این شرکت به خاطر بازی‌هایش، آمنزیا: نزول تاریکی و سوماً است.

## تاریخچه

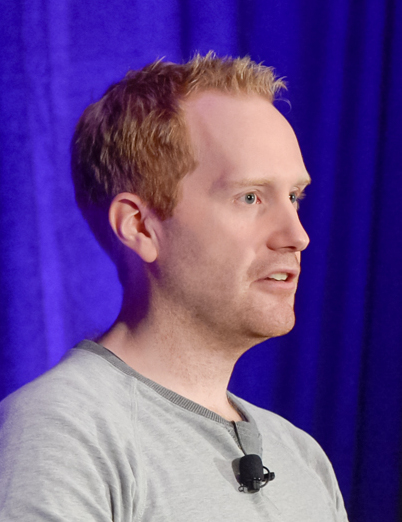
توماس گریپ، بنیانگذار فریکشنال گیمز، در کنفرانس توسعه‌دهندگان بازی ۲۰۱۶

فریکشنال گیمز توسط توماس گریپ و جنس نیلسون تأسیس شد. قبل از تأسیس این شرکت، هر دو تجربه حرفه ای کمی در صنعت بازی‌های ویدیویی داشتند و فقط کارهای مستقل انجام داده بودند. این دو وقتی که نیلسون به Grip on Unbirth که یک پروژه سرگرمی بود که بعداً لغو شد پیوست، همکاری خود را آغاز کردند. آنها بعداً در پروژه‌های دیگر همکاری کردند و در ۱ ژانویه ۲۰۰۷ رسماً فریکشنال را تأسیس کردند. این شرکت در هلسینگبوری در کشور سوئد تأسیس شد، اگرچه بیشتر اعضا از راه دور از سایر مناطق اروپا کار می‌کردند. اولین بازی فریکشنال پنومبرا: اوورتور بود، بر اساس نسخهٔ نمایشی فناوری با عنوان پنومبرا و در سال ۲۰۰۷ منتشر شد. در ابتدا قرار بود اولین قسمت از سه‌گانه باشد، با این وجود، به دلیل مشکلات ناشر Lexicon Entertainment , Frictional به همکاری با پارادوکس اینتراکتیو تغییر یافت. تحت پارادوکس، دو بازی باقی‌مانده در این سه‌گانه به عنوان یک بازی تحت عنوان پنومبرا: طاعون سیاه در سال ۲۰۰۸ منتشر شد و به دنبال آن یک بسته الحاقی اضافی با عنوان پنومبرا: آمرزش‌خوانی در همان سال منتشر شد. این مجموعه از نظر اقتصادی موفقیت‌آمیز بود اما از چندین مسئله رنج می‌برد که Frictional Paradox Interactive را مسئول آنها می‌دانست.

## بازی‌ها
| سال  | عنوان                     | توسعه‌دهنده | ناشر | پلت‌فرم(ها)                                                                  |
| ---- | ------------------------- | ---------- | ---- | --------------------------------------------------------------------------- |
| ۲۰۰۷ | پنومبرا: اوورتور          | آری        | نه   | لینوکس، مک‌اواس، مایکروسافت ویندوز                                           |
| ۲۰۰۸ | پنومبرا: طاعون سیاه       | آری        | نه   | لینوکس، مک‌اواس، مایکروسافت ویندوز                                           |
| ۲۰۰۸ | پنومبرا: آمرزش‌خوانی       | آری        | نه   | لینوکس، مک‌اواس، مایکروسافت ویندوز                                           |
| ۲۰۱۰ | آمنزیا: نزول تاریکی       | آری        | آری  | لینوکس، مک‌اواس، مایکروسافت ویندوز، نینتندو سوئیچ، پلی‌استیشن ۴, ایکس‌باکس وان |
| ۲۰۱۳ | آمنزیا: ماشینی برای خوک‌ها | نه         | آری  | لینوکس، مک‌اواس، مایکروسافت ویندوز، نینتندو سوئیچ، پلی‌استیشن ۴, ایکس‌باکس وان |
| ۲۰۱۵ | سوماً                      | آری        | آری  | لینوکس، مک‌اواس، مایکروسافت ویندوز، پلی‌استیشن ۴, ایکس‌باکس وان                |
| ۲۰۲۰ | آمنزیا: نزول تاریکی       | آری        | آری  | لینوکس، مک‌اواس، مایکروسافت ویندوز، پلی‌استیشن ۴                              |

1. 1 2 3  منتشرشده توسط پارادوکس اینتراکتیو.
2. ↑  توسعه‌شده توسط The Chinese Room.